# Березніковський ВТТ
Березніковський ВТТ (рос. БЕРЕЗНИКОВСКИЙ ИТЛ, Березняклаг, Березлаг) — виправно-трудовий табір системи ГУЛАГ, який існував з 17.02.42 до 28.09.42 в Архангельській області.

## Історія
Створений на основі Березняківського, Конецгор'євського, Пінезького і Обозерського лісозаготівельних відділень Кулойського ВТТ.
Був підпорядкований Управлінню таборів лісової промисловості (УЛЛП): лісозаготівлі, поставка балансів (круглі або колоті відрізки колоди або хлиста) і дров Особливому з-ду № 2 Головцелюлози.
Ліквідований у зв'язку з об'єднанням людських і виробничих ресурсів Березлага і Устьвимлага. Весь контингент з/к був переданий Устьвимлагу (за винятком 1000 чол. повноцінного контингенту, переважно теслярів і залізничників, яких передали в Унжлаг). Фактично ВТТ існував принаймні до початку 1943.